# Ina Dammanprijs
De Ina Dammanprijs is een tweejaarlijkse literatuurprijs die door het bestuur van de Vestdijkkring wordt uitgereikt aan een persoon die ‘een aantoonbare bijdrage heeft geleverd aan het in stand houden van de kennis over en de belangstelling voor de persoon en het werk van Simon Vestdijk’. De prijs bestaat uit een geldbedrag en een beeldje van Ina Damman, gemaakt door Mieke Vestdijk.
De naam van de prijs verwijst naar de romanpersoon Ina Damman uit de autobiografische Anton Wachterreeks van Simon Vestdijk. De prijs wordt tegelijk uitgereikt met de Anton Wachterprijs.

## Winnaars
- 2000: Fenny Brandsma voor haar studie naar de roman Het glinsterend pantser;
- 2002: Philippe Saba voor zijn onderzoek naar de seksuele ontwikkeling van Willem Visser uit Meneer Visser's hellevaart;
- 2004: Andreas Vonder voor zijn studie In navolging van Nietzsche, waarbij onder andere gekeken is naar de openbaring van Johannes in de roman De kellner en de levenden;
- 2006: Spiros Macris voor zijn Franse vertaling van De redding van Fré Bolderhey;
- 2008: Susanne van Neerbos voor haar studie over het schuldthema in de romans De nadagen van Pilatus en De held van Temesa;
- 2010: dr. H.T.M. van Vliet voor een uitgave van de Vestdijkroman Kind tusschen vier vrouwen in de oorspronkelijke spelling en interpunctie;
- 2012: Wim Hazeu voor zijn werk als biograaf van Vestdijk;
- 2014: Emanuel Overbeeke, musicoloog, voor zijn inzet en onderzoek naar de rol van muziek in het werk van Vestdijk;
- 2016: Roeland van Wely cultuurwetenschapper, voor zijn publicatie over De Vuuraanbidders, een historische roman van Vestdijk;[1]
- 2018: Maarten 't Hart schrijver, zijn essays over en aandacht voor Simon Vestdijk in publieke optredens;[2]
- 2020: Museum Het Hannemahuis, voor de jarenlange aandacht voor Simon Vestdijk in de hiertoe ingerichte Vestdijkkamer;[3]
- 2022: Jankobus Seunnenga voor zijn vertolking van de gedichten van Simon Vestdijk;[4]
- 2024: Siep Kooi voor zijn boek Slotakkoorden bij Simon Vestdijk.